# انجاو
انجاو رمزها «AJ» (بالإنجليزية: Anjaw)‏ ، هو تقسيم إداري لدولة الهند تتبع ولاية أروناجل برديش (بالإنجليزية: Arunachal  Pradesh)‏ ، مركزها هو مدينة حواي (بالإنجليزية: Hawai)‏ عدد سكانها حسب تعداد سنة 2001 هو 18,428 ، مساحتها 3,234 كم² وكثافة السكان 6 لكل كم² .